# Ginásio Nacional Yoyogi

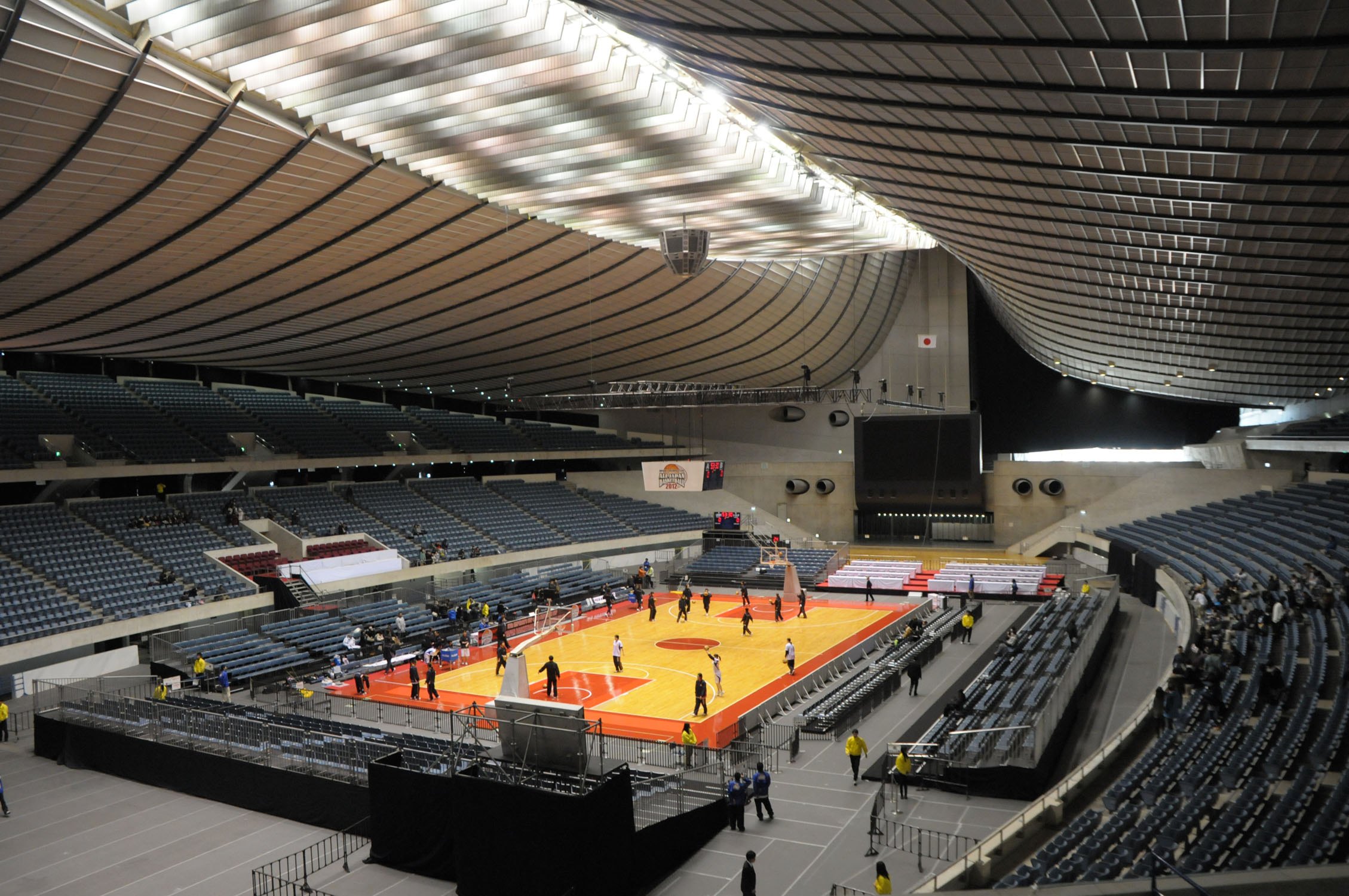
Interior

Yoyogi National Gymnasium é uma arena em Tóquio, no Japão, tem capacidade para 13.291 pessoas. Foi inaugurada em 1964 e recebeu as copetições de natação nos jogos olímpicos do mesmo ano. Grandes artistas como Britney Spears, Pink Floyd e Queen fizeram shows aqui durante suas turnês.